# 赵俨
赵俨（171年—245年），字伯然，潁川陽翟（今河南省禹州市）人。東漢末及三國時曹魏官員，官至司空。

## 生平

### 東漢時期
東漢末年到荊州避亂，與杜襲和繁欽在長沙分享財物和共同生活。建安元年（196年），曹操迎漢獻帝遷都許昌，趙儼認為曹操就是那個能重建國家的人，於是三人都回到故鄉潁川郡。
建安二年（197年），時年二十七歲的趙儼扶持家中老幼見曹操，曹操任命他為朗陵縣長。當時朗陵豪族無法無天，趙儼於是捉拿數個最橫行無忌的豪族審查罪行，並判他們死罪；後卻上表郡府釋放他們，如此恩威並施，安定了縣境。其中把李通妻子的伯父給逮捕，並判死刑；李通對趙儼的決斷感到欽佩，與之結交為友。
官渡之戰前夕，袁紹派使者招誘豫州諸郡，除了陽安郡外其他各郡都投靠了袁紹。此時都尉李通卻要向當地人民收取應當上呈布帛，趙儼勸止，認為現在正逢大戰，鄰近的郡縣的叛變，人民已甚為不安，不應再這樣壓逼人民，逼他們反叛，再生亂事，認為應暫時延遲徵收。同時又寫信給曹操謀士荀彧，建議為了安撫縣民，應將所繳的綿絹布帛交還人民。最終建議被採納，陽安郡人人都觀喜，民心亦安定了。後趙儼任司空掾屬主簿。
十三年（208年），曹操準備向南用兵，當時于禁、樂進、張遼三人都駐紥在潁川郡不同的縣內，但彼此不和，曹操於是命趙儼參三軍軍事，事事都有訓喻，令到三人和睦。，而後曹操親自征伐荊州時，命趙儼領章陵太守，都督護軍，護于禁、張遼、張郃、朱靈、李典、路招、馮楷七軍。戰後再任丞相主簿，後遷任扶風太守。
十六年（211年），曹操打敗馬超和韓遂等人後（潼關之戰），命平散將軍殷署等人率領他們的降兵舊部遷移出關中地區，趙儼則擔任關中護軍，總統諸軍。此時羌兵多次進擊，趙儼率領各軍追擊羌兵到新平，並大敗羌兵。後屯田客呂並自稱將軍，在陳倉聚眾，趙儼又領兵擊破。
二十四年（219年），關羽領兵攻曹仁，並圍困曹仁鎮守的樊城，龐德和于禁的援軍因為漢水暴漲而被關羽擊敗，趙儼則以議郎參曹仁軍事的身份與平寇將軍徐晃南行救援曹仁。到後關羽的圍困更為嚴密堅固，徐晃知道現在兵力不足以解圍，唯有等待其他救兵，但部將都催促徐晃盡快行動。趙儼於是陳說兵力不足的事實，提出與曹仁通訊，令他知到援軍已到，激勵城中士氣，繼續堅守等待援軍聚集。部將聽從並用地道和以箭傳遞信件。不久援軍齊集，與關羽大戰，關羽戰況不利，於是解圍撤退，但仍留舟船阻隔襄陽。此時孫權襲取荊州，關羽於是退回南方。當時曹仁打算追擊關羽，趙儼認為孫權之所以主動自請攻關羽後方，就是怕偷襲時關羽南歸會連曹軍也引來。而且亦應留下關羽制衡孫權，以免一旦進擊，孫權會轉而攻曹軍。曹仁於是打消念頭。此時曹操下敕命，禁止曹仁等追擊，理由正正就是趙儼的顧慮。
他是唯一一位和五子良將都參與過戰事的文官

### 曹魏時期
延康元年（220年），曹丕繼位魏王，任命趙儼為侍中。不久又轉拜駙馬都尉，領河東太守，典農中郎將。黃初三年（222年），趙儼獲賜爵關內侯。同年曹丕下令大舉攻打東吳，征東大將軍曹休徵命趙儼為征東軍師。戰後趙儼封為宜土亭侯，轉任度支中郎將，後遷尚書。黃初六年（225年），跟隨曹丕征吳，曹丕到廣陵後撤還，趙儼則留在當地任征東軍師。太和元年（227年），進封都鄉侯。後曾先後任尚書、監豫州諸軍事、大司馬軍師、大司農。
景初三年（239年），齊王曹芳繼位，趙儼又假節、監雍、涼諸軍事，後轉為征蜀將軍，後又升任征西將軍，都督雍、涼諸軍事。正始四年（243年），趙儼以老病要求回朝，於是被徵為驃騎將軍。正始六年二月丙子日（245年4月9日）遷任司空，同年六月去世，享年七十五歲，諡穆侯。

## 评价
- 陈寿：“和洽清和干理，常林素业纯固，杨俊人伦行义，杜袭温粹识统，赵俨刚毅有度，裴潜平恒贞干，皆一世之美士也。”“初，俨与同郡辛毗、陈群、杜袭并知名，号曰‘辛、陈、杜、赵’。”
- 孙盛：“盛闻为国以礼，民非信不立。周成不弃桐叶之言，晋文不违伐原之誓，故能隆刑措之道，建一匡之功。俨既诈留千人，使效心力，始虽权也。宜以信终。兵威既集，而又逼徙。信义丧矣，何以临民？”
- 胡三省：“赵俨之计，此战国策士所谓‘两利而俱存之’之计也。解严，解所严兵，不复追羽也。是后陆逊败刘备于峡中，收兵而还，不复追备，计亦如此。”
- 刘咸炘：“此诸人皆扬历中外，而和、杜、赵、裴又皆自荆州归曹氏。”

## 子女
- 趙亭，嗣子。

## 延伸阅读
[在维基数据编辑]
 《三國志/卷23》，出自陳壽《三國志》